# Marcos Morales
Marcos Antonio Morales Cora, o Kiko (Arroyo, Puerto Rico; 15 de diciembre de 1938- Bayamón, Puerto Rico; 27 de diciembre de 2017) fue un entrenador, boxeador profesional puertorriqueño, campeón del Puerto Rican Lightweight Title. 
Tiene un récord de 9 ganados, 12 perdidos y 2 peleas ganadas por empate, estas serían aproximaciones ya que del tiempo activo solo estos datos fueron recuperados. Es considerado como uno de los grandes boxeadores de la historia de su país y de su pueblo arroyano. Llegando a llenar el Hiram Bithorn Stadium de San Juan, Puerto Rico, en su pelea con el boxeador Daniel Berrios en 1964. Además, fue militar activo y trabajo para la AEE. Fue paciente de Alzheimer, el cual avanzó mucho en los últimos momentos de su vida.
Marcos falleció de un fallo cardio respiratorio el 27 de diciembre de 2017. Su velatorio se llevó a cabo en el pueblo de Arroyo, Puerto Rico, en la cual se dieron cita sus familiares, fanáticos, militares, amigos, y demás. Su muerte fue anunciada por la radio sureña del país, además de su recordada trayectoria en el mundo del boxeo y de los deportes del país. Orgullo del pueblo de Arroyo y del pueblo de Puerto Rico.